# 23514 Schneider
23514 Schneider este un asteroid din centura principală de asteroizi.

## Descriere
23514 Schneider este un asteroid din centura principală de asteroizi. A fost descoperit pe 2 septembrie 1992 la Tautenburg de Freimut Börngen și Lutz Dieter Schmadel. Asteroidul prezintă o orbită caracterizată de o semiaxă mare de 2,32 ua, o excentricitate de 0,26 și o înclinație de 3,9° în raport cu ecliptica.